# Gregarinidra spinuligera
Gregarinidra spinuligera är en mossdjursart som först beskrevs av Walter Douglas Hincks 1891.  Gregarinidra spinuligera ingår i släktet Gregarinidra och familjen Flustridae. Inga underarter finns listade i Catalogue of Life.